# Lewis Baltz
Pour les articles homonymes, voir Baltz.
Lewis Baltz, né le 12 septembre 1945 à Newport Beach (États-Unis) et mort le 22 novembre 2014 à Paris, est un photographe américain. Collaborateur régulier de L'Architecture d'Aujourd'hui, il vécut à Paris.
La dépression de la société industrielle, ses résidus constituent le thème dominant de son œuvre.
Il s'inscrit dans le mouvement de la New Topography à la fin des années 1970, dont les membres sont regroupés dans l'exposition New Topographics (New Topographics. Photographs of a Man-altered Landscape, 1975, Rochester, NY).

## Biographie
Baltz est diplômé du San Francisco Art Institute en 1969 et détient un Master of Fine Arts de la Claremont Graduate School. Il a obtenu plusieurs récompenses et bourses dont celles du National Endowment for the Arts (en 1973 et 1977), du John Simon Guggenheim Memorial (fellowship, en 1977), de l'US-UK Bicentennial Exchange (fellowship en 1980) et du Memorial Award de Charles Brett (1991).
Étudiant au San Francisco Art Institute en 1967, il réalise à cette époque les Prototypes Works puis, en 1971, les Tract House, des photographies de maisons préfabriquées, qui sont l'objet, la même année, de sa première exposition personnelle à la galerie Leo Castelli de New York.
En 2002, Baltz devient professeur de photographie à l'European Graduate School à Saas-Fee en Suisse.
Il meurt le 22 novembre 2014 chez lui à Paris à l'âge de 69 ans, laissant derrière lui l'une des œuvres photographiques majeures du XXe siècle.

## Œuvre
Le travail de Baltz se concentre sur la recherche de la beauté dans la désolation et la destruction. Ses images décrivent l'architecture des paysages où l'homme intervient, des bureaux, usines et parkings. Ses images sont le reflet de l'influence, du contrôle et du pouvoir exercé par et sur l'homme. Ses photographies minimalistes dans la trilogie Ronde de Nuit, Docile Bodies et Politics of Bacteria dépeignent la solitude, l'absence de l'autre. En 1974, il capte les relations entre habitat et anonymat dans The New Industrial Parks near Irvine, California.
Lors de ses années à l'Institut des Beaux-Arts de San Francisco, dont il sortira diplômé en 1971, il commence à s'intéresser aux choses insignifiantes mais latentes qui transforment son quotidien. Ainsi, ses Prototypes apportent un regard neuf sur des choses qu'il a vu de nombreuses fois, tels que les panneaux publicitaires foisonnant sur le bord des routes de la Californie. Sa démarche artistique devient standardisée, miroir de celle industrielle des Trente glorieuses, et contribue à l'ambiance atemporelle qui se dégage de Prototypes.
Il publie en 1980 un ouvrage de 102 photographies, Park City où il s'intéresse aux transformations du territoire.
Il arrive en Europe à la fin des années 1980 et commence à utiliser le grand format en couleur. Plusieurs ouvrages et articles montrent ses créations dont Geschichten von Verlangen und Macht, avec Slavica Perkovic en 1986. D'autres séries de photographies, notamment Sites of Technology (1989-92), dépeint les intérieurs neufs à la propreté clinique des industries de haute technologies et de centre de recherche du gouvernement, principalement en France et au Japon.
Ses livres et ses expositions sur son « travail topographique », comme The New Industrial Parks, Nevada, San Quentin Point, Candlestick Point (84 photos montrant un espace public dégradé par les détritus et la main de l'homme) dénonce la crise de la relation entre l'homme et la technologie et ont influencé la génération de photographes essayant de définir à la fois l'objectivité et le rôle de l'artiste dans la photographie.
L'histoire Deaths in Newport a été l'objet d'un livre et d'un CD-Rom en 1995.
Son travail a été présenté dans de nombreuses expositions dans le monde entier comme le Centre Pompidou à Paris, le Museum of Contemporary Art à Helsinki, au San Francisco Museum of Modern Art et au The Whitney Museum of American Art à New York. Ses œuvres sont visibles également à la George Eastman House. Baltz contribue à diverses revues dont L'Architecture d'aujourd'hui.
Il est inhumé au cimetière de Montmartre (division 22).

## Expositions

### Expositions collectives
- 2017 : Paysages français - Une aventure photographique (1984 - 2017), rassemblant près de mille images de 167 photographes, parmi lesquels Raymond Depardon, Josef Koudelka, Elina Brotherus, Robert Doisneau, Thierry Girard, Harry Gruyaert, Sophie Ristelhueber, Gabriele Basilico, Bernard Plossu, Pierre de Fenoÿl , etc. , Bibliothèque nationale de France, Paris
- 2024 : Beauté fragile : photographies de la collection Sir Elton John et David Furnish rassemblant plus de 300 photographies de 140 photographes couvrant la période de 1950 à nos jours qui relatent l'histoire de la photographie moderne et contemporaine, explorant des thèmes tels que la mode, le reportage, le portrait de célébrités, le corps masculin et la photographie américaine, avec des œuvres de nombreux artistes contemporains, parmi lesquels notamment Diane Arbus, Richard Avedon, Lewis Baltz, William Eggleston, Bruce Davidson, Nan Goldin, Peter Hujar, David LaChapelle, Herman Leonard, Sally Mann, Robert Mapplethorpe, Zanele Muholi, Herb Ritts, Cindy Sherman, Alec Soth ou encore Ai Weiwei, Victoria and Albert Museum, South Kensington, Londres, du 18 mai 2024 au 5 janvier 2025 [8],[9],[10]

## Récompenses et distinctions
- 1988 : Prix Higashikawa